# Willimantic
Willimantic és una població dels Estats Units a l'estat de Connecticut. Segons el cens del 2000 tenia 15.823 habitants.

## Demografia
Segons el cens del 2000, Willimantic tenia 15.823 habitants, 5.604 habitatges, i 3.166 famílies. La densitat de població era de 1.391,6 habitants/km².
Dels 5.604 habitatges en un 29,7% hi vivien nens de menys de 18 anys, en un 33,5% hi vivien parelles casades, en un 18,1% dones solteres, i en un 43,5% no eren unitats familiars. En el 33,2% dels habitatges hi vivien persones soles el 12,7% de les quals corresponia a persones de 65 anys o més que vivien soles. El nombre mitjà de persones vivint en cada habitatge era de 2,45 i el nombre mitjà de persones que vivien en cada família era de 3,13.
Per edats la població es repartia de la següent manera: un 22,6% tenia menys de 18 anys, un 22,4% entre 18 i 24, un 27,3% entre 25 i 44, un 16,1% de 45 a 60 i un 11,5% 65 anys o més.
L'edat mediana era de 28 anys. Per cada 100 dones de 18 o més anys hi havia 91,6 homes.
La renda mediana per habitatge era de 30.155 $ i la renda mediana per família de 38.427 $. Els homes tenien una renda mediana de 30.697 $ mentre que les dones 23.297 $. La renda per capita de la població era de 15.727 $. Aproximadament el 14,6% de les famílies i el 19,8% de la població estaven per davall del llindar de pobresa.

## Poblacions més properes
El següent diagrama mostra les poblacions més properes.